# Silver Wheels
Silver Wheels är musikern/kompositören Eddie Meduzas 10:e studioalbum. Det är det andra av två album där Eddie Meduza inte gör några instrumentala insatser, utan endast vokala.
Alla låtar är skrivna av Eddie Meduza där inget annat anges.
Citat från konvoluten/omslaget:
- "1.500 mile pure rock'n'roll guarantee"
- "Hi-speed, quick-start rock'n'roll specials"

## Låtlista
1. Porrfavor (Compangeros)
2. Han börja rocka
3. Silver Wheels
4. Keep On Rolling
5. Det blir aldrig någonting
6. Jag ger fan i allt
7. Totempåle
8. Heartache
9. Baby Do You Love Me
10. Börjes whaggar whock
11. Here Comes The Rain Again
12. Raggare (Från kassetten med samma namn)
13. Evert (Från albumet  Harley Davidson)
14. Bara lite solsken (Från albumet  Harley Davidson, text och musik Eddie Meduza och Patrik Tibell)
15. Punkdjävlar (Liveversion från albumet "Dåren e lös" från 1983)

## Medverkande musiker
- Eddie Meduza - Sång, kör.
- Robert Jakobsson - Gitarr.
- Martin Hedström - Gitarr.
- Henrik Lundberg - Bas.
- Marko Grönholm - Trummor.
- Jan Anders Bjerger - Trumpet.
- Kristine Bergström - Flygel.
- Patrik Tibell - Kör, arrangemang, musikproducent, tekniker.

## Övrigt
- Spår 11 står som "Here Comes The Rain Again" på albumets baksida och i konvoluten. I låten hörs dock tydligt att Eddie sjunger "Here comes the pain again".

- "Raggare" står som utgiven 1997 i konvoluten, men den gavs ut redan 1986 på kassetten med samma namn.

- "Evert" och "Bara lite solsken" står i konvoluten som utgivna 1996, men gavs ut 1995 på albumet Harley Davidson.

- "Bara lite solsken" står som skriven av endast Eddie i konvoluten till "Silver Wheels", men i konvoluten till Harley Davidson står den som skriven av både Eddie och Patrik Tibell.

- Liveversionen av "Punkdjävlar" står som utgiven 1990, när den i själva verket gavs ut för första gången 1983 på livealbumet "Dåren E Lös". Däremot släpptes låten på samlingsalbumet "På begäran" 1990.